# Heterotremata
Heterotremata (лат.) — одна из двух подсекций секции десятиногих раков Eubrachyura из инфраотряда крабов (Brachyura). Включает морских, солоноватоводных, пресноводных и наземных представителей. Heterotremata известны в ископаемом виде.
От представителей подсекции Thoracotremata отличаются по признаку положения половых отверстий: в подсекции Heterotremata они расположены на конечностях у самцов и на груди у самок, тогда как в подсекции Thoracotremata отверстия у представителей обоих полов расположены на груди. Этот признак отличает Eubrachyura от других раков, у которых половые отверстия всегда находятся на конечностях.

## Классификация
По данным World Register of Marine Species, на март 2025 года подсекция включает 33 надсемейства:
1. Aethroidea Dana, 1851
2. Bellioidea Dana, 1852
3. Bythograeoidea Williams, 1980
4. Calappoidea De Haan, 1833
5. Cancroidea Latreille, 1802
6. Carpilioidea Ortmann, 1893
7. Cheiragonoidea Ortmann, 1893
8. Componocancroidea Feldmann, Schweitzer & Green, 2008 †
9. Corystoidea Samouelle, 1819
10. Dairoidea Serène, 1965
11. Dorippoidea MacLeay, 1838
12. Eriphioidea MacLeay, 1838
13. Gecarcinucoidea Rathbun, 1904
14. Goneplacoidea MacLeay, 1838
15. Hexapodoidea Miers, 1886
16. Hymenosomatoidea MacLeay, 1838
17. Leucosioidea Samouelle, 1819
18. Majoidea Samouelle, 1819
19. Montezumelloidea Ossó & Domínguez, 2021 †
20. Orithyioidea Dana, 1852
21. Palicoidea Bouvier, 1898
22. Parthenopoidea MacLeay, 1838
23. Pilumnoidea Samouelle, 1819
24. Portunoidea Rafinesque, 1815
25. Potamoidea Ortmann, 1896
26. Pseudocarcinoidea Ng & Davie, 2020
27. Pseudothelphusoidea Ortmann, 1893
28. Pseudozioidea Alcock, 1898
29. Retroplumoidea Gill, 1894
30. Trapezioidea Miers, 1886
31. Trichodactyloidea H. Milne Edwards, 1853
32. Trichopeltarioidea Tavares & Cleva, 2010
33. Xanthoidea MacLeay, 1838